# Milarepa

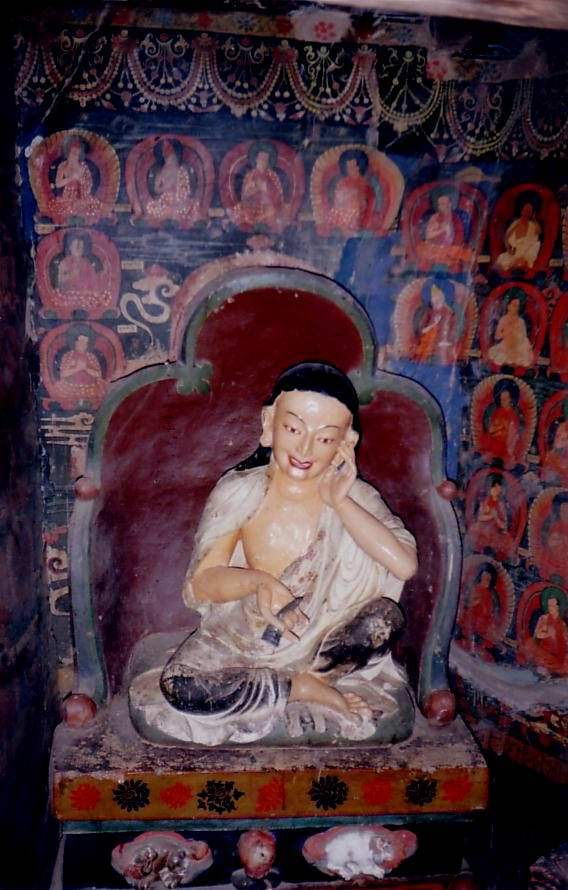
Estatua de Milarepa, Pango Chorten, Gyantse, Tíbet.

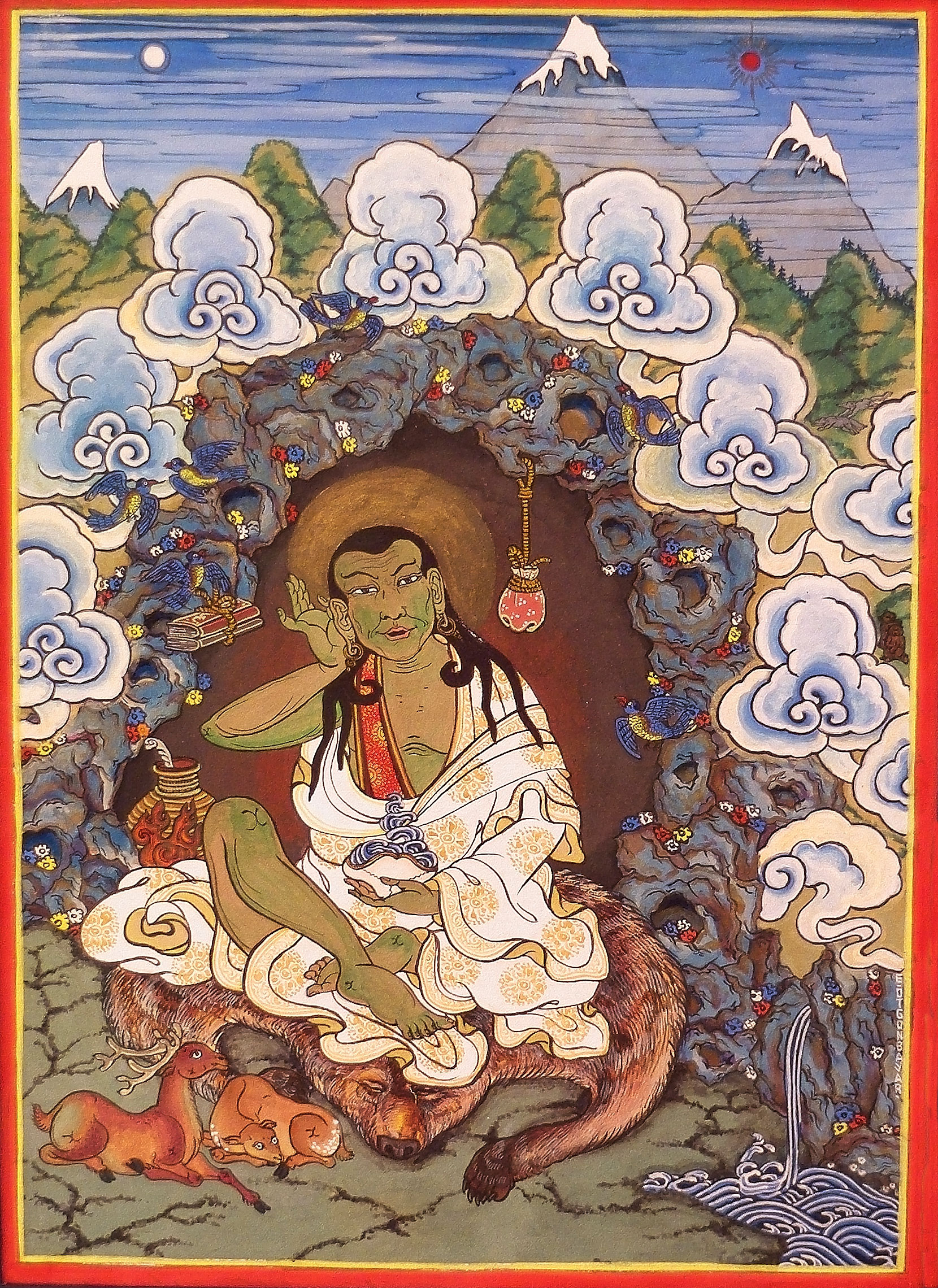
Milarepa, témpera sobre el algodón, 21x30 cm, 2008 Otgonbayar Ershuu

Jetsun Milarepa, (1052-1135) es considerado como uno de los más famosos yoguis y poetas del Tíbet. 
Milarepa fue un estudiante de Marpa Lotsawa, y es una importante figura en la escuela Kagyu del Budismo Tibetano, como ejemplo de una persona que abandona su vida por el ascetismo y por seguir las enseñanzas del Buda.
Los hechos de su vida son popularmente conocidos gracias al romanticismo con que se expone su biografía en el Mi-la-rnam-thar de Gtsang-smyon he-ru-ka rus-pa'i-rgyan-can (1452-1507), biografía de la cual se deriva casi la totalidad de toda la literatura respecto a este yogui.

## Juventud y venganza
Nació en el valle de Kya, Ngatsa en Tíbet. Hijo de una próspera familia, recibió el nombre de Mila Thöpaga (Thos-pa-dga'), que significa "Disfrute para los oídos" ya que tenía una buena voz para el canto y la poesía. La familia de Milarepa era una familia opulenta, pero cuando este tenía 7 años su padre falleció, situación que sus tíos aprovecharon para reclamar posesión de las propiedades de la familia, dejándolos en una situación cercana a la ruina. En cierta ocasión que su madre le escuchó cantando, esta le reprochó que pudiese estar feliz cuando la situación de la familia era tan precaria. Su madre decidió entonces que Milarepa debía aprender la magia de la tradición Bön, para obtener formas de causarle daño a sus tíos y tratar de recuperar algo de sus antiguas propiedades. En venganza por las acciones de sus tíos, mientras estos estaban celebrando el matrimonio de su hijo, Milarepa causó un derrumbamiento de la casa, matando a 35 personas, de un total de 37 que estaban en la fiesta. Los únicos que sobrevivieron fueron los tíos de Milarepa. La madre de Milarepa al escuchar noticia de este suceso rápidamente comenzó a vanagloriarse de lo mucho que había aprendido su hijo, atribuyendo la tragedia a la magia negra que había aprendido su hijo, lo cual causó furia entre los familiares de los fallecidos. Cuando este volvió a su pueblo, instalándose en una cueva cercana y causando tormentas que arruinaron las cosechas, decidieron salir en su búsqueda. Su madre le envió un mensaje y unas monedas de oro, tras lo cual Milarepa volvió a buscar a su Lama, sintiéndose arrepentido de lo que había hecho. 

## Bajo la tutela de Marpa

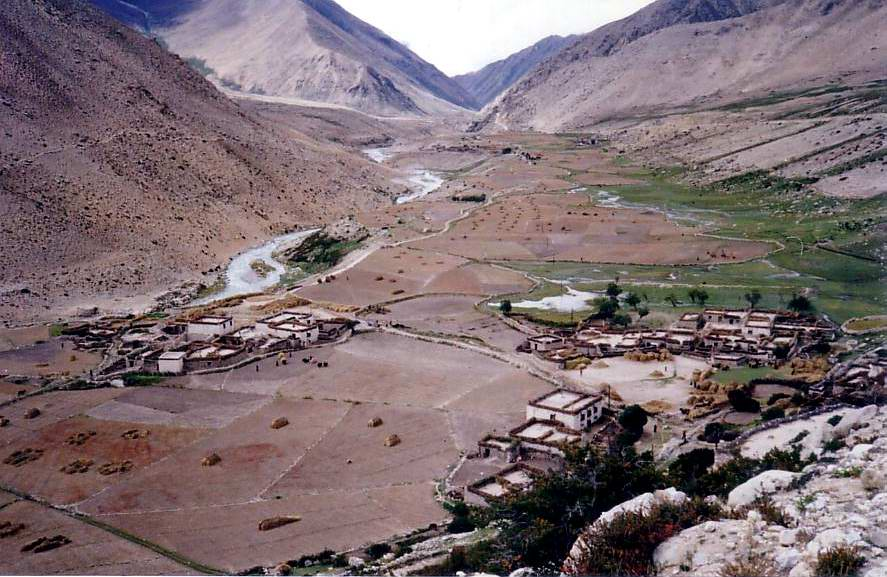
Gompa en la cueva de Milarepa, Tíbet.

Sabiendo que su venganza estaba mal, Milarepa partió para encontrar a un lama y aprender cómo expiar sus pecados. El Lama de Milarepa le recomendó que buscara a Marpa el traductor. Marpa era conocido como un maestro exigente, y sometió a su alumno a múltiples pruebas. Antes de comenzar a darle enseñanzas hizo que Milarepa construyera y demoliera tres torres seguidas. Como Marpa seguía negándose a enseñar a Milarepa, este recurría a la ayuda de la mujer de Marpa. En una ocasión, ella falsificó una carta de presentación para otro maestro, Lama Ngogdun Chudor, y bajo su tutela comenzó a practicar meditación. Cuando se dio cuenta de que no había progresos confesó la falsificación de la carta y Ngogdun Chudor dijo que era en vano esperar obtener un crecimiento espiritual sin la aprobación del Maestro. Milarepa regresó con Marpa, y luego de practicar diligentemente por doce años Milarepa obtuvo el estado de Vajradhara (la completa iluminación). Se dice que fue el primero en alcanzar este estado en una sola vida, mientras que la mayor parte de Budhas han requerido varias reencarnaciones para purificar su karma. Entonces comenzó a ser conocido como Milarepa, que significa "Mila, el de ropa de algodón" (el sufijo "repa" es dado a muchos yoguis tántricos ya que llevan trajes blancos). A la edad de 45 años comenzó a practicar en la cueva de Drakar Taso (Roca Blanca del Diente de Caballo) - 'Cueva de Milarepa', asimismo se convirtió en un maestro errante. Subsistió a base de hojas de ortiga, lo cual le dio a su piel una coloración verdosa con la cual es a menudo representado en las imágenes y esculturas. 
El monasterio de Pyenzhangling, también conocido como la Gompa Pelgye Ling, es un pequeño monasterio en una villa llamada Zhonggang en Tíbet que ha sido consagrado a Milarepa. Está construido alrededor de la cueva de Milarepa, donde una vez vivió. "Fue destruido pero ha sido restaurado y redecorado por artesanos Nepalíes. Esta es una de muchas cuevas asociadas con Milarepa entre Langtang y Jomolungma."

## Linaje

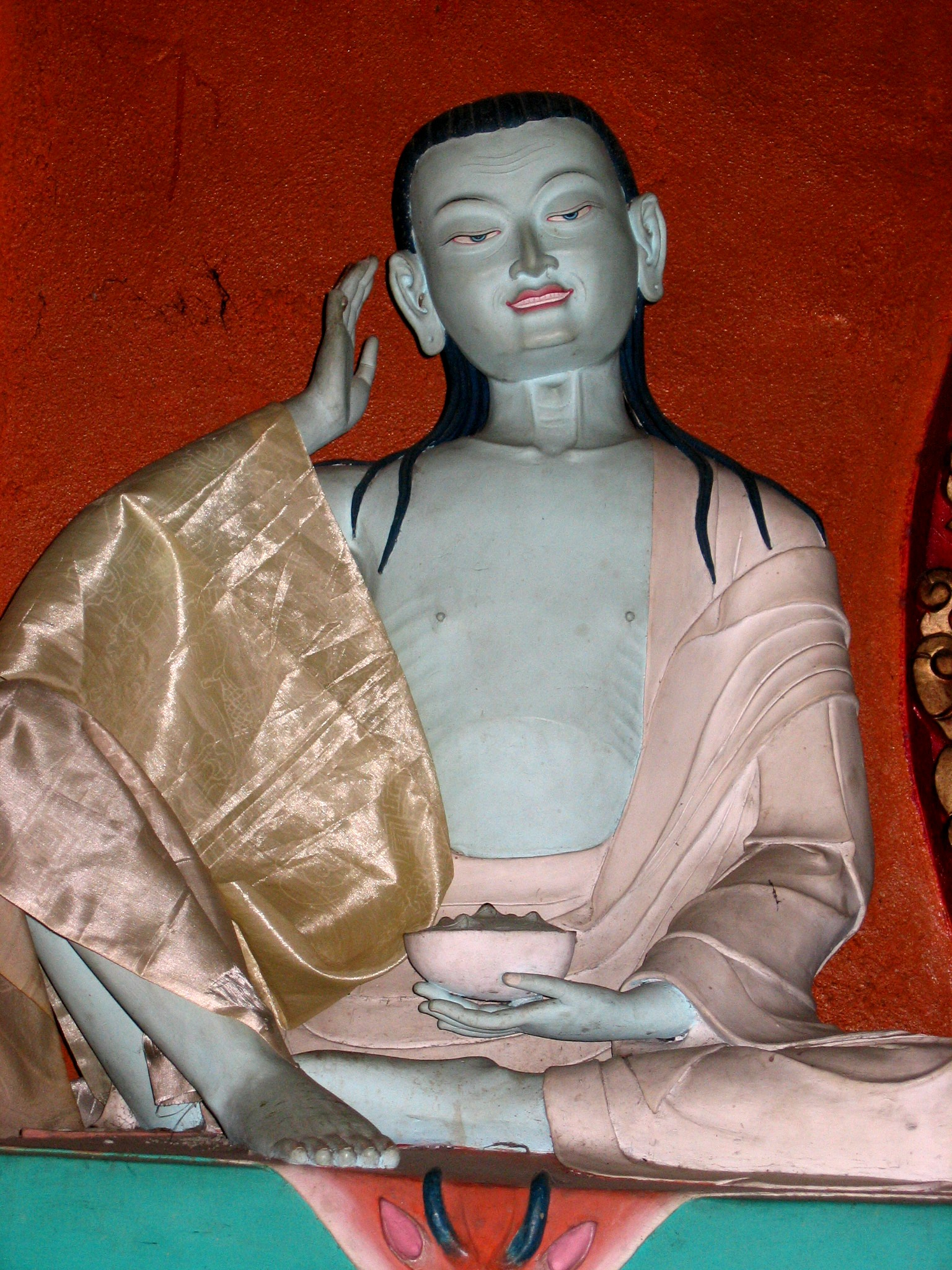
Estatua de Milarepa de la Gompe Milarep, Halambu valley, Nepal.

Milarepa es famoso por los varios poemas y canciones, en los cuales expresa la profundidad de su realización del Dharma con extraordinaria claridad y belleza. También tuvo muchos discípulos incluyendo a Rechung Dorje Drakpa (Ras-chung Rdo-rje Grags-pa), Gampopa (Sgam-po-pa) o Dhakpo Lhaje. Fue Gampopa quien se volvió su sucesor espiritual, el cual continuó su linaje y se convirtió en uno los principales maestros de la tradición de Milarepa.

## Carrera sobrenatural
De acuerdo al libro Magic and Mystery in Tibet por la exploradora francesa Alexandra David-Néel, Milarepa “cruzó en pocos días, una distancia la cual, antes de su entrenamiento en magia negra, le habría tomado más de un mes. Él atribuye esta cualidad al control de sus 'vientos internos'.” David-Néel comenta “en la casa donde vivía el maestro que le enseñó magia negra vivía un monje que era más ágil que un caballo”